# Деменков, Виктор Андреевич
Виктор Андреевич Деменков (7 июня 1927 года) — машинист-инструктор локомотивного депо станции Могилёв Белорусской железной дороги. Участник Великой Отечественной войны и Герой Социалистического Труда. Депутат Верховного Совета Белорусской ССР (1971—1975 годах), делегат XXV съезда КПСС (1976 год).

## Биография
Виктор Деменков родился 7 июня 1927 года в городе Могилёв Белорусской ССР в рабочей семье. Окончил шесть классов школы. В июле 1941 года, после начала Великой Отечественной войны, попал на территорию немецкой оккупации. Во время оккупации его мать установила и поддерживала связь с партизанами, снабжая их медикаментами. После возникновения опасности ареста ушли всей семьёй в лес и вошли в состав партизанского отряда. Виктор Деменков принимал участие в партизанском движение на территории Могилёвской области Белоруссии.
Летом 1944 года, после освобождения Могилёвской области, начал работать учеником слесаря, а затем слесарем в паровозном депо Могилёв Могилёвского отделения Белорусской железной дороги Наркомата путей сообщения СССР. Участвовал в восстановление хозяйства депо, а позднее перешёл работать кочегаром на паровоз и прошёл путь до помощника машиниста локомотива. В 1950 году окончил курсы машинистов локомотива, но продолжил работать помощником машиниста локомотива, набираясь опыта. В 1957 году прошёл контрольную поездку и инструктор подписал заключение о допуске к самостоятельному вождению. В этом же году он принял локомотив на паровой тяге и руководство паровозной бригадой. В 1959 году за успехи достигнутые в выполнении шестого пятилетнего плана перевозок, развития и технической реконструкции железнодорожного транспорта награждён орденом «Знак Почёта».
В 1965 году стал машинистом-инструктором. Первым в Белорусской ССР провел сверхтяжелый грузовой состав весом в 3600 тонн на перегоне Могилев-Осиповичи. 4 мая 1971 года указом Президиума Верховного Совета СССР за выдающиеся успехи в выполнении задания восьмого пятилетнего плана перевозок и повышения эффективности использования технических средств железнодорожного транспорта Виктору Андреевичу Деменкову присвоено звание Героя Социалистического Труда с вручением ордена Ленина и золотой медали «Серп и Молот».
В 1955 году вступил в Коммунистическую партию Советского Союза. Принимал активное участие в общественно-политической жизни страны. В 1971 году был избран депутатом Верховного Совета Белорусской ССР 8-го созыва, а также избирался депутатом Могилёвского областного Совета народных депутатов. В 1976 году был делегатом XXV съезда КПСС.
Трудился в Могилёвском депо до самой пенсии, был наставником для десятка машинистов, а депо стало одним из лучших благодаря его вкладу. После выхода на пенсию жил в городе Могилёв.

## Награды
- Медаль «За победу над Германией в Великой Отечественной войне 1941—1945 гг.», 1945 год
- Орден «Знак Почёта», 1 августа 1959 года
- Орден Ленина, 4 мая 1971 года
- Медаль «Серп и Молот», 4 мая 1971 года
- Орден Отечественной войны II степени, 9 июня 1988 года[4]
- Знак «Отличный паровозник»
- Знак «Отличный работник Белорусской железной дороги»
- Знак «Почётный железнодорожник»